# Бойков, Владимир Васильевич (Герой Украины)
Владимир Васильевич Бойков  (укр. Володимир Васильович Бойків, 12 февраля 1955 — 19 февраля 2014) — активист Евромайдана. Герой Украины (2014, посмертно).

## Биография
Владимир Бойко родился и вырос во Львове, закончил Львовскую политехнику. Работал строителем, потом стал руководителем строительной фирмы.
18 февраля 2014 Владимир отправился на Майдан, где погиб на следующий день — получил три огнестрельных ранения, одно из них — в голову.

## Награды
- Звание Герой Украины с вручением ордена «Золотая Звезда» (21 ноября 2014, посмертно) — за гражданское мужество, патриотизм, героическое отстаивание конституционных принципов демократии, прав и свобод человека, самоотверженное служение Украинскому народу, обнаруженные во время Революции достоинства[1].
- Медаль «За жертвенность и любовь к Украине» (УПЦ КП, июнь 2015) (посмертно)[2].